# Skivepitelcancer
Skivepitelcancer är en cancerform som utgår från skivepitel, det vill säga platta celler som i ett enkelt lager eller flera skikt klär många av kroppens ytor. Vid skivepitelcancer har cellerna skadats på ett sådant sätt att de inte klarar av att reparera sig själva. De börjar dela sig okontrollerat och bilda cancertumörer. Till de organ där skivepitelcancer är vanligast hör huden, lungorna, matstrupen, luftstrupen och livmoderhalsen.

## Skivepitelcancer i huden
Skivepitelcancer är en icke-melanom hudcancer som ofta beror på att man har varit mycket i solen. Det är störst risk att få skivepitelcancer på de mest solutsatta områdena i ansiktet, exempelvis näsan, pannan eller kinderna. Skivepitelcancer i huden är idag den hudcancerform som ökar mest. Sjukdomen är något vanligare bland män än bland kvinnor.

### Symtom
Sjukdomen kan förekomma i två stadier. Under det första stadiet – skivepitelcancer in situ – växer cancern ytligt i hudens yttersta lager. Cancern har i det här stadiet ännu inte hunnit sprida sig djupare ner i huden. I första stadiet visar sig skivepitelcancer vanligen i form av en rodnad eller en fjällande fläck. Skivepitelcancer in situ kan utvecklas till invasiv skivepitelcancer, vilket är det andra stadiet av skivepitelcancer. Under det andra stadiet växer cancern ner i läderhuden. Cancern visar sig i detta stadium som en knuta med fjällig eller sårig yta. Knutan kan ha samma färg som den omkringsittande huden eller blekt röd, och sitter ofta i ansiktet eller på ovansidan av händerna.

### Utredning
Diagnos ställs av läkare med hjälp av vävnadsprov (hudbiopsi).

### Behandling
Förstadiet till skivepitelcancer (aktinisk keratos) kan behandlas, då oftast med fotodynamisk terapi (PDT). Det innebär att läkaren smörjer in huden med aminolevulinsyra för att öka tumörens ljuskänslighet, och därefter belyser tumören med rött ljus av en specifik våglängd som dödar tumörcellerna.
Invasiv skivepitelcancer opereras bort, detta vanligtvis med antingen konventionell kirurgi (där tumören skärs bort och huden sys ihop), kryokirurgi (där tumören skrapas ner och frysbehandlas med flytande kväve) eller med elektrokirurgi (där tumören först skrapas och sedan bränns bort). Om cancern vuxit mycket eller sitter på ett ställe som är oåtkomligt för läkaren kan strålbehandling behövas. I de fall då cancern spridit sig till lymfkörtlarna eller andra organ kan man behöva ytterligare behandling, exempelvis cytostatikabehandling. I de fall cancern spridit sig så pass mycket att den inte går att avlägsna kan man behöva palliativ vård med bromsande och symtomlindrande läkemedel. Det är dock ovanligt att sjukdomen utvecklas så långt att detta krävs.

## Skivepitelcancer i lungorna
Skivepitelcancer i lungorna är en typ av icke-småcellig lungcancer, som utgår från bronkslemhinnans ytepitel. Skivepitelcancer utgör 30-40% av det totala antalet lungcancerfall och är den näst vanligaste formen av lungcancer för både kvinnor och män.

## Skivepitelcancer i matstrupen
Skivepitelcancer i matstrupen är en av de två sorters cancer som förekommer i matstrupen. Sjukdomen förekommer i alla delar av matstrupen, och börjar växa i skivepitelcellerna i slemhinnan. Cancern drabbar oftare män än kvinnor.